# 新日本ガス
- 新日本ガス
- 新日本瓦斯

新日本ガス株式会社（しんにほんガス、登記上の商号: 新日本瓦斯株式会社）は、埼玉県北本市に本社を置いていた、日本の都市ガスを主力とするエネルギー販売会社である。
北本市、桶川市、久喜市、鴻巣市の一部、白岡市の一部、加須市の一部において都市ガス事業を展開していた。

## 沿革
- 1966年6月13日 - 新日本瓦斯株式会社設立。北本市において都市ガス事業を開始する。
- 1973年 - 鴻巣市、桶川市において都市ガスの供給を開始する。
- 1999年 - 久喜都市ガスを合併する。
- 2001年 - 東京証券取引所市場第2部上場。
- 2008年 - 子会社であった白岡ガス株式会社の全事業を譲受。
- 2014年 - 日本瓦斯への完全子会社化。東証二部より上場廃止。
- 2020年 - 東彩ガス株式会社に吸収合併[2]。

## 関連会社
- 日本瓦斯株式会社
- 東日本ガス株式会社
- 北日本ガス株式会社
- 東彩ガス株式会社